# قنومة (القفر)

تعديل مصدري - تعديل

قنومة محلة تابعة لقرية سمنان، التابعة لعزلة بني مبارز بمديرية القفر إحدى مديريات محافظة إب في الجمهورية اليمنية، بلغ تعداد سكانها 28 حسب تعداد اليمن لعام 2004.